# Jarní píseň
Pour les articles homonymes, voir Jarni (homonymie).
Pour plus de détails, voir Fiche technique et Distribution.
Jarní píseň est un film tchécoslovaque réalisé par Rudolf Hrušínský sorti en 1944.

## Fiche technique
- Titre : Jarní píseň
- Titre anglais : Spring Song
- Réalisation : Rudolf Hrušínský
- Scénario : Josef Neuberg, Julius Schmitt, Marta Russová
- Musique : Jaroslav Křička
- Photographie : Karl Degl
- Montage : Jan Kohout
- Production : Teddy Vilem Brož et Oldřich Papež
- Société de production : Lucernafilm
- Pays d'origine :  Tchécoslovaquie
- Lieu de tournage :  Lucernafilm
- Genre : Drame et romance
- Durée : 88 minutes
- Dates de sortie : 
  -  Tchécoslovaquie : 17 novembre 1944

## Distribution
- Hana Vítová : Jana Mirská-Sequencová
- Jarmila Smejkalová : Poldi
- František Smolík : le docteur Sýkora
- Svatopluk Beneš : Franci Oborský
- Růžena Šlemrová : Hrabenka Oboronská
- Ema Kreutzerová : Paní Kautská
- Jaromíra Pačová : la baronne Gizela
- František Hanus : Petr Domin
- Pavla Vrbenská : Marenka
- Jindřich Plachta
- Marie Rýdlová : Kozlerka
- Jana Dítětová : Jana
- Josef Kemr
- Marie Blazková
- Ema Gonicová
- Gustav Hilmar
- Jaroslav Hladík
- Vladimír Hlavatý
- Marie Hodrová
- Rudolf Hrušínský
- Emanuel Hríbal
- Ladislav Janecek
- Ada Karlovský
- Frantisek Kovárík
- Ladislav Kulhánek
- Jindrich Láznicka
- Jaroslav Orlický
- Doda Prazský
- Marie Ptáková
- Vladimír Repa
- Zdenek Savrda
- Raoul Schránil
- Lola Skrbková
- Vera Skálová
- Antonín Solc
- Jaromír Spal
- Frantisek Vnoucek
- Hermína Vojtová
- Jirí Vondrovic